# Ubisoft Film & Television
Ubisoft Film & Television (dříve známé jako Ubisoft Motion Pictures) je francouzsko-americké filmové a televizní produkční studio a dceřiná společnost herního vydavatele Ubisoft. Bylo založeno v lednu 2011 a sídlí v Montreuilu a Los Angeles. Ubisoft Film & Television stojí v čele produkce filmů a televizních seriálů, které se inspirují nebo jsou založeny na tvorbě Ubisoftu a kultuře a světech jeho herních sérií.

## Historie
Ubisoft Film & Television bylo založeno v lednu 2011 pod názvem Ubisoft Motion Pictures jako filmové odvětví herní společnosti Ubisoft. Cílem je představit tvorbu Ubisoftu na filmovém plátně a televizních obrazovkách a sdílet tak s lidmi své světy a příběhy.
Mezi lety 2012 a 2013 představila společnost několika filmových adaptací, například film Assassin's Creed. Prvním produkčním dílem se stal dětský seriál Králíci útočí, který měl premiéru v roce 2013 na stanicích Nickelodeon a France 3. V prosinci 2013 byla objednána jeho druhá řada a v roce 2015 třetí řada. Čtvrtá řada byla oznámena v červenci 2018 a měla premiéru na France 3, celosvětově pak byla zveřejněna v roce 2019 na Netflixu.
V prosinci 2013 otevřelo Ubisoft Film & Television po úspěchu seriálu Králíci útočí ve francouzském zábavním parku Futuroscope atrakci La Machine à voyager dans le temps (Stroj času). Atrakce obdržela roku 2014 cenu Themed Entertainment Association za „vynikající úspěch“, kdy vzala návštěvníky na výlet po významných momentech historie.
Prvním celovečerním filmem společnosti se stal Assassin's Creed, který byl vydán v prosinci 2016 a ve kterém se v hlavních rolích objevili Michael Fassbender a Marion Cotillard. Téhož roku GameSpot oznámil, že Ubisoft jedná o produkci televizního seriálu s Netflixem.
Netflix vyvíjí film Tom Clancy's The Division, ve kterém by se měli objevit David Leitch, Jake Gyllenhaal a Jessica Chastainová. Dalšími projekty jsou Just Dance, Werewolves Within, Rabbids, a Tom Clancy's Ghost Recon, který pro Warner Bros. produkuje Michael Bay.
V září 2019 společnost oznámila několik nových televizních seriálů a animovaných projektů. Roku 2020 měl premiéru na službě Apple TV+ hraný seriál Mythic Quest. Jedná se o první dílo společnosti, které nevychází z žádných herních sérií Ubisoftu. V hlavních rolích se objevili Rob McElhenney a F. Murray Abraham. Seriál získal druhou řadu.

## Produkce

### Filmy
| Rok  | Název                     | Původní dílo              | Režie                   | Scénář                                              | Studio                                                        | Distributor           | Stav       |
| ---- | ------------------------- | ------------------------- | ----------------------- | --------------------------------------------------- | ------------------------------------------------------------- | --------------------- | ---------- |
| 2016 | Assassin's Creed          | Assassin's Creed          | Justin Kurzel           | Michael Lesslie, Adam Cooper a Bill Collage         | New Regency, DMC Film a The Kennedy/Marshall Company          | 20th Century Fox      | vydáno     |
| 2021 | Werewolves Within         | Werewolves Within         | Josh Ruben              | Mishna Wolff                                        | Vanishing Angle                                               | IFC Films             | vydáno     |
| tba  | Watch Dogs                | Watch Dogs                | Mathieu Turi            | Christie LeBlanc a Victoria Bata                    | Regency Enterprises                                           | bude oznámeno         | v produkci |
| tba  | Tom Clancy's Ghost Recon  | Tom Clancy's Ghost Recon  | bude oznámeno           | bude oznámeno                                       | Bay Films                                                     | Warner Bros. Pictures | ve vývoji  |
| tba  | Tom Clancy's The Division | Tom Clancy's The Division | Rawson Marshall Thurber | bude oznámeno                                       | Nine Stories Productions, Freckle Films a 87North Productions | Netflix               | ve vývoji  |
| tba  | Rabbids                   | Raving Rabbids            | Todd Strauss-Schulson   | bude oznámeno                                       | Mandeville Films a Stoopid Buddy Stoodios                     | Lionsgate             | ve vývoji  |
| tba  | Just Dance                | Just Dance                | bude oznámeno           | Amelie Gillette, Brian Gatewood a Alessandro Tanaka | Olive Bridge Entertainment                                    | Screen Gems           | ve vývoji  |
| tba  | Beyond Good & Evil        | Beyond Good & Evil        | Rob Letterman           | bude oznámeno                                       | bude oznámeno                                                 | Netflix               | ve vývoji  |

### Televizní seriály
| Rok  | Název        | Původní dílo | Vysíláno        | Vysíláno        | Tvůrce                                             | Studio                                                       | Síť       |
| Rok  | Název        | Původní dílo | Od              | Do              | Tvůrce                                             | Studio                                                       | Síť       |
| ---- | ------------ | ------------ | --------------- | --------------- | -------------------------------------------------- | ------------------------------------------------------------ | --------- |
| 2020 | Mythic Quest | —            | 7. února 2020   | dosud           | Rob McElhenney, Megan Ganz a Charlie Day           | RCG Productions, 3 Arts Entertainment a Lionsgate Television | Apple TV+ |
| 2025 | Side Quest   | —            | 25. března 2025 | 25. března 2025 | Ashly Burch, John Howell Harris a Katie McElhenney | RCG Productions, 3 Arts Entertainment a Lionsgate Television | Apple TV+ |

#### Ve vývoji
| Rok | Název                                         | Původní dílo     | Studio              |
| --- | --------------------------------------------- | ---------------- | ------------------- |
| tba | Child of Light                                | Child of Light   | bude oznámeno       |
| tba | Skull & Bones                                 | Skull & Bones    | Atlas Entertainment |
| tba | zatím nepojmenovaný seriál o Assassin's Creed | Assassin's Creed | bude oznámeno       |

### Animovaná tvorba
| Rok  | Název                                   | Původní dílo                    | Vysíláno           | Vysíláno           | Tvůrce           | Studio                        | Síť                                                                                |
| Rok  | Název                                   | Původní dílo                    | Od                 | Do                 | Tvůrce           | Studio                        | Síť                                                                                |
| ---- | --------------------------------------- | ------------------------------- | ------------------ | ------------------ | ---------------- | ----------------------------- | ---------------------------------------------------------------------------------- |
| 2013 | Králíci útočí                           | Raving Rabbids                  | 3. srpna 2013      | 1. července 2019   | Jean-Louis Momus | TeamTO a France Télévisions   | France 3 (Francie), Nickelodeon (1.–3. řada; USA) a Netflix (4. řada; celosvětově) |
| 2019 | Rabbids Short Stories                   | Raving Rabbids                  | 13. listopadu 2019 | 13. listopadu 2019 | —                | několik animačních studií     | YouTube                                                                            |
| 2023 | Captain Laserhawk: A Blood Dragon Remix | Far Cry 3: Blood Dragon a další | 19. října 2023     | 19. října 2023     | Adi Shankar      | Bobbypills a Bootleg Universe | Netflix                                                                            |
| tba  | Splinter Cell: Deathwatch               | Tom Clancy's Splinter Cell      | bude oznámeno      | bude oznámeno      | bude oznámeno    | bude oznámeno                 | Netflix                                                                            |

#### Ve vývoji
| Rok | Název                                         | Původní dílo     | Studio        |
| --- | --------------------------------------------- | ---------------- | ------------- |
| tba | Rabbids Invasion Special Episode              | Raving Rabbids   | TeamTO        |
| tba | Hungry Shark Squad                            | Hungry Shark     | Mostapes      |
| tba | zatím nepojmenovaný seriál o Cyber Mysteries  | Watch Dogs       | bude oznámeno |
| tba | zatím nepojmenovaný dobrodružný seriál        | Rayman           | bude oznámeno |
| tba | zatím nepojmenovaný seriál o Assassin's Creed | Assassin's Creed | bude oznámeno |
| tba | zatím nepojmenované anime o Assassin's Creed  | Assassin's Creed | bude oznámeno |